# Варварівська дзвіниця
Варварівська дзвіниця Варварівської церкви є пам'яткою архітектури національного значення 18 сторіччя у селі Китайгород Царичанського району Дніпропетровської області. Варварівська дзвіниця-церква входить до складу церковного комплексу у Китайгороді на Музейній вулиці.

## Історія
Будівництво Варварінської церкви Дніпропетровської області розпочато в 1756 році і об'єднує в одній споруді риси дзвіниці, храму та оборонної вежі.
Дзвіниця Святої Варвари була зведена у 1796 році за ініціативою Китайгородського сотника Павла Єфремовича Семенова. Спочатку будівля служила дзвіницею й входила в систему міських укріплень, й згодом була перебудована церкву.
Варварівський храм було закрито у 1954 році й багато років стояла пустою.
Восени 1996 року церква була відреставрована й заново освячена.